# Girley Jazama
Girley Charlene Jazama es actriz, guionista y productora de cine namibia.

## Carrera profesional
Jazama ha estado activa en cine y teatro desde aproximadamente 2005. Se convirtió en la segunda namibia en ser nominada en los Premios Sotigui, como Mejor Actriz, presedida por Adriano Visagie, quien fue nominado anteriormente por su actuación en "Salute!".
Su participación más destacada fue en "El Rey León", mientras aún estudiaba en la Escuela Privada Karibib.
Ha estado trabajando activamente en colaboración con el Festival Panafricano de Cine y Televisión de Uagadugú, para el reconocimiento de talentos en la escena actoral del cine africano y la diáspora.
En 2008, fue una de las siete escritoras seleccionadas por la productora Optimedia para escribir su nueva telenovela titulada "The Ties that Bind", para Namibia Broadcasting Corporation. Esta producción fue la primera serie de televisión propia de Namibia.
En 2009, interpretó el papel de "Schülerin" en la película en alemán "Liebe, Babys und der Zauber Afrikas".
En 2019, participó en la película " The White Line ", como "Sylvia". La película se estrenó internacionalmente en el 40 ° Festival Internacional de Cine de Durban y en otros festivales de cine en todo el mundo.
Su cortometraje de 2019 de 29 minutos de duración, Baxu and the Giants, que coprodujo junto a Andrew Botelle, con la dirección de Florian Schott, fue celebrado por la industria cinematográfica de su país como la primera película namibia en Netflix. En marzo de 2020, fue nominada en el Festival Internacional de Cine RapidLion en Johannesburgo, Sudáfrica, para el premio "Mejor Película Humanitaria". Luego se estrenó en Estados Unidos en el Festival de Cortometrajes Independientes de San Francisco y más tarde en septiembre del mismo año en los Namibian Theatre & Film Awards 2019, donde recibió siete nominaciones. Además, recibió otras nominaciones y premios.

## Filmografía
| Año  | Título                              | Rol          | Notas        |
| ---- | ----------------------------------- | ------------ | ------------ |
| 2019 | Baxu and the Giants                 | Coproductora |              |
| 2019 | The White Line                      | Sylvia       | Protagonista |
| 2012 | 100 Bucks                           |              |              |
| 2009 | Liebe, Babys und der Zauber Afrikas | Schülerin    |              |
| 2008 | The Ties that Bind                  | Guionista    |              |